# Sext Juli Jul
Sext Juli Jul (en llatí Sextus Julius Julus) va ser un magistrat romà del segle v aC. Formava part de la gens Júlia, una antiga gens romana d'origen patrici.
Va ser tribú amb potestat consular l'any 424 aC, càrrec que va exercir conjuntament amb altres tres col·legues. És mencionat per Titus Livi i Diodor de Sicília